# Saint-Fabien
Saint-Fabien est une municipalité de paroisse située dans la municipalité régionale de comté de Rimouski-Neigette dans la région administrative du Bas-Saint-Laurent au Québec (Canada).

## Toponymie

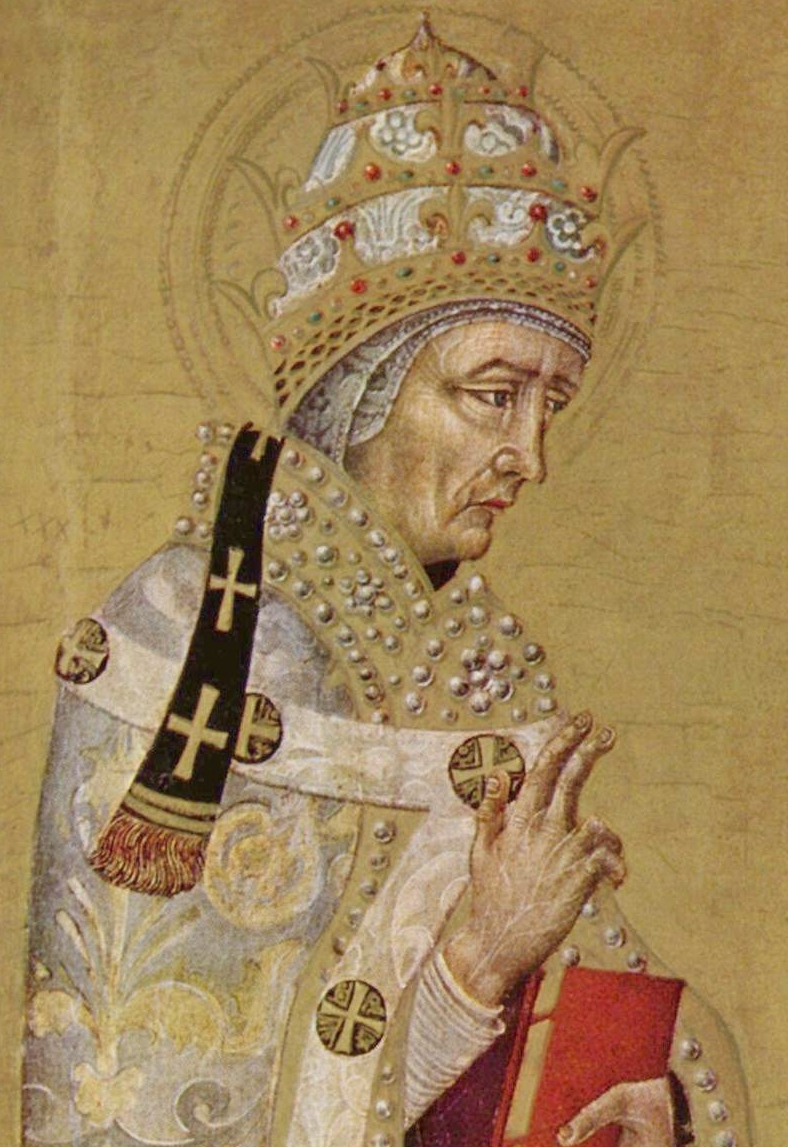
Le pape saint Fabien, détail de l'œuvre de Giovanni di Paolo.

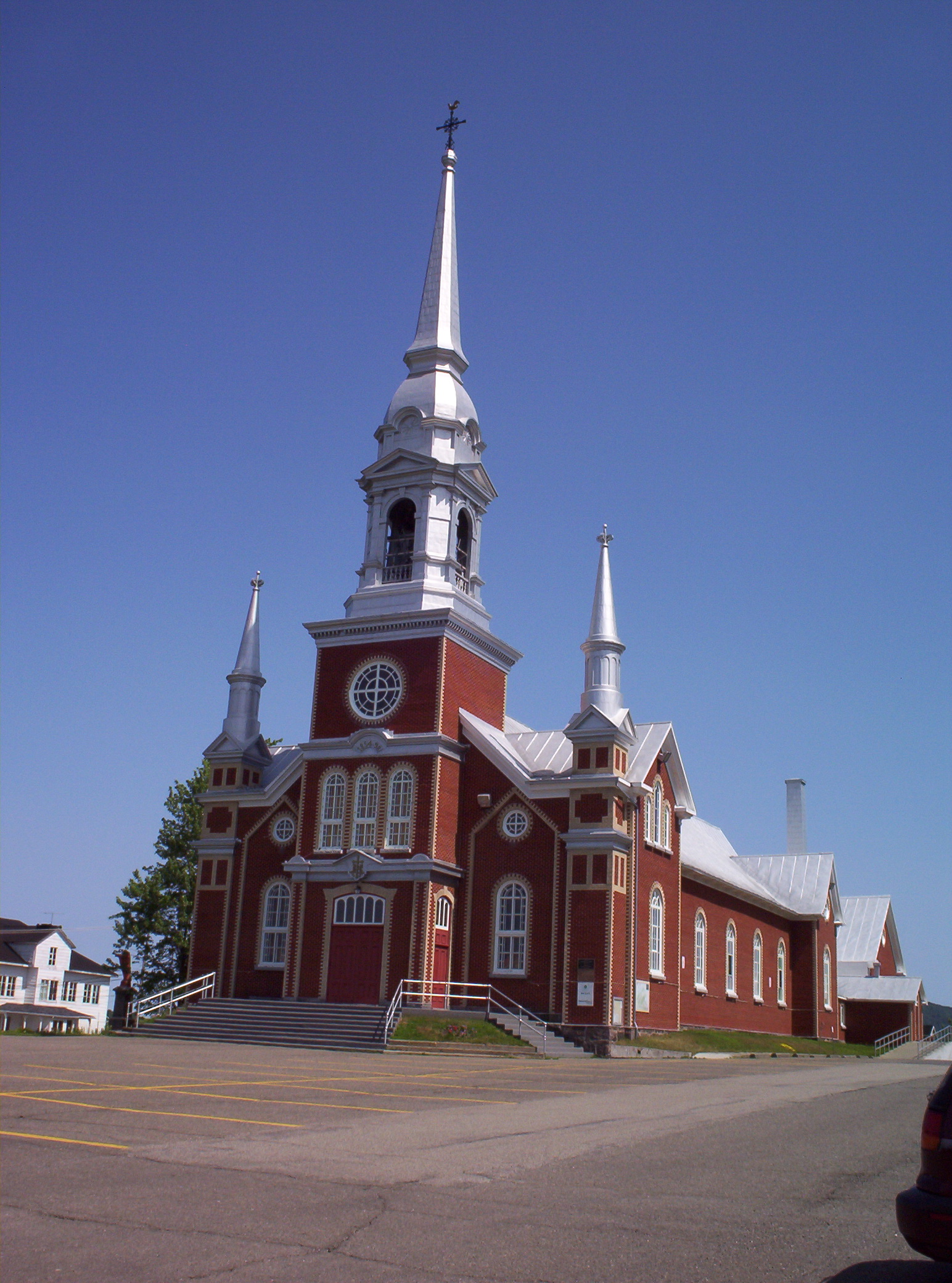
Église de Saint-Fabien.

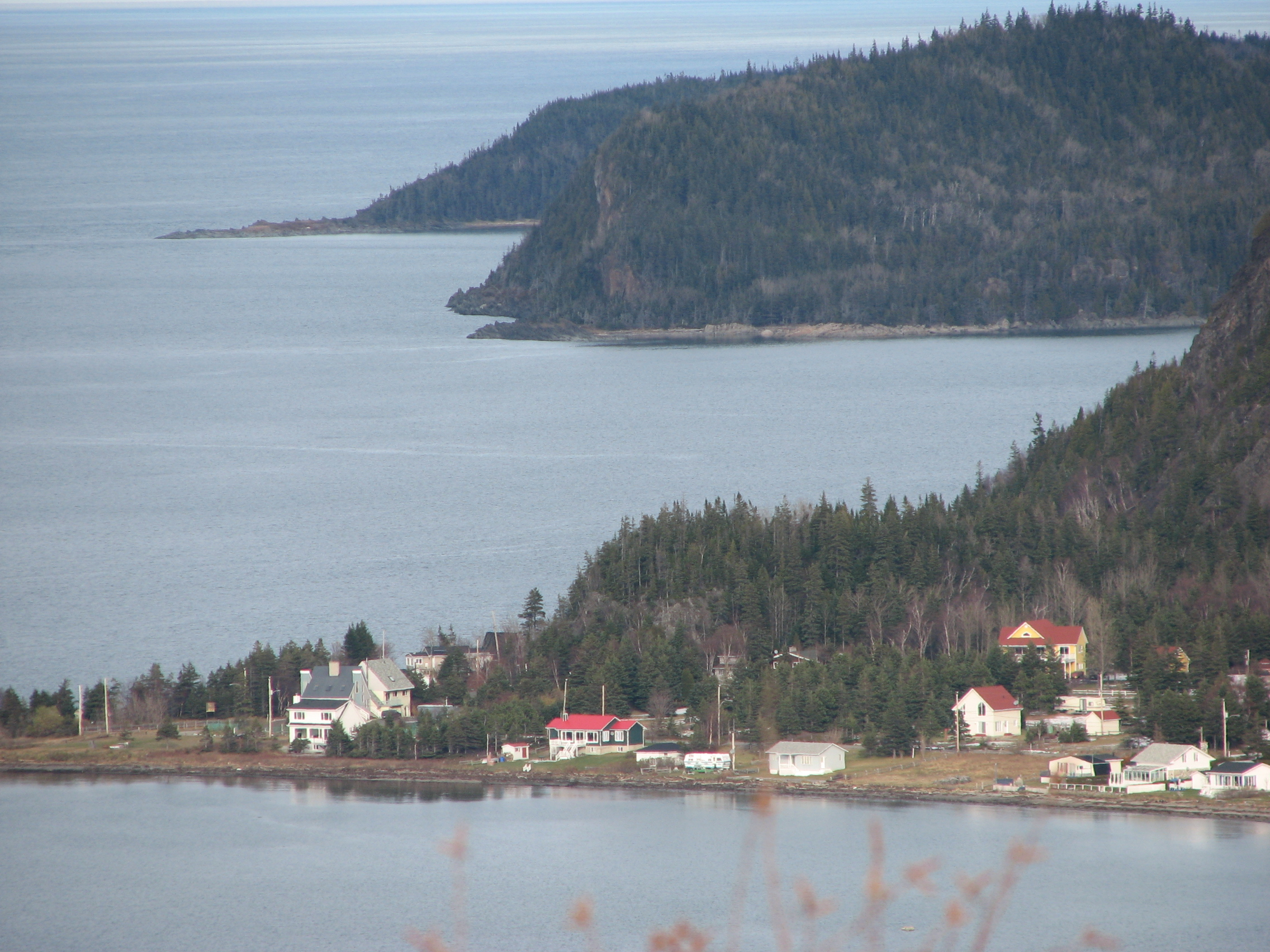
Rive de Saint-Fabien en novembre 2007.

La municipalité de paroisse de Saint-Fabien est nommée en l'honneur du pape Fabien,. Le gentilé officiel de la paroisse, Fabiennois et Fabiennoises, a été adopté le 7 avril 1986.

## Histoire
Le territoire de Saint-Fabien a d'abord été fréquenté par les Amérindiens malécites et micmacs. Le premier colon canadien-français à s'établir définitivement à Saint-Fabien fut Isaac Roy en 1821.
La paroisse catholique de Saint-Fabien a été érigée canoniquement le 11 décembre 1828 et civilement le 12 février 1835,,. Les registres paroissiaux sont ouverts depuis 1848. Son premier curé fut Augustin Ladrière de 1855 à 1870,. En 1855, la première église a été construite.
Le 1er juillet 1855, la municipalité de paroisse de Saint-Fabien a été érigée,. En 1856, le bureau de poste est ouvert.
À l'été 1874, le corps de William Hayes, marin irlandais de Cork, âgé de 16 ans, a été inhumé près de la grève, à l'Anse-à-Mercier. On peut toujours y voir sa tombe.
Les registres de la paroisse de Notre-Dame-des-Murailles à Saint-Fabien-sur-Mer sont ouverts depuis 1926 tandis que la première chapelle y a été construite en 1927,.
Au cours de l'été 2015, les champs d'un éleveur de bovins de Saint-Fabien deviennent, pendant une dizaine de jours, le lieu de tournage de Premier contact (L'arrivée, au Québec), film réalisé par Denis Villeneuve. La vaste plaine, ainsi qu'un phénomène météorologique provoqué par les embruns marins du fleuve Saint-Laurent, servent de décor à l'arrivée de l'engin spatial.
En 2020, un grand incendie détruit sept maisons et endommage une quinzaine. Les vents qui soufflaient au même moment ont permis de propager le feu aux résidences voisines de celle où l'incendie a pris naissance.

## Géographie
La municipalité de paroisse de Saint-Fabien se situe à l'ouest de Rimouski à 290 km à l'est de Québec dans la municipalité régionale de comté de Rimouski-Neigette dans la région administrative du Bas-Saint-Laurent,. Saint-Fabien est traversé par la route provinciale 132 qui fait le tour de la péninsule gaspésienne.
La partie nord de Saint-Fabien est coupée en deux par une chaîne de montagnes imposante et escarpée, appelée « Les Murailles », et qui contient le pic Champlain (346 mètres). À l'époque de Jacques Cartier, cette montagne était désignée sous le nom de cap de Marbre et Champlain lui-même l'appelle Pic dès 1603. Autrefois, il servait de point de repère aux pilotes et aux navires du Saint-Laurent. Il est désigné sur plusieurs cartes maritimes par « Bic Hill ». Il a même servi de poste d'observation au moment de la guerre de la Conquête au milieu du XVIIIe siècle. Le pic Champlain fait partie intégrante du parc national du Bic, mais il demeure toutefois sur le territoire de la municipalité de Saint-Fabien. De par son altitude et sa position géographique près du fleuve Saint-Laurent, il est un important site de télécommunications dans l'est du Québec. Il transmet, grâce à ses deux tours, les signaux radio et télé de Radio-Canada, les services cellulaires de Bell Canada et TELUS, ainsi que certains services publics et privés.
Le village compte aussi de nombreux lacs. Les plus connus sont les lacs Saint-Fabien (aussi nommé de la Station), Grand et Petit Malobes, des Joncs, à Landais et Carré. Le climat est relativement différent des autres municipalités bordant le fleuve Saint-Laurent dans la région. Les écarts de température y sont plus élevés, les chutes de neige nettement supérieures et les températures annuelles plus proches de celle des municipalités se trouvant à l'intérieur de terres que celles bordant le fleuve. Des écarts de température atteignant parfois 10 degrés Celsius plus chaud, en été, sont loin d'être inhabituels, principalement dus à l'altitude supérieure de la municipalité et de la chaine de montagne « Les Murailles » qui protège le village de l'influence maritime.

### Hydrographie
La rivière du Sud-Ouest délimite le sud-ouest de la municipalité puis la traverse vers le nord-est.
À partir de son crénon, dans le nord-est, la rivière Porc-Pic coule vers l'ouest.
La rivière du Bic traverse le sud-est et coule vers le nord-est.

## Démographie
| 1861  | 1871  | 1881  | 1891  | 1901  | 1911  | 1921  | 1931  |
| ----- | ----- | ----- | ----- | ----- | ----- | ----- | ----- |
| 1 309 | 1 695 | 1 816 | 1 994 | 1 989 | 1 981 | 2 182 | 2 426 |

| 1941  | 1951  | 1956  | 1961  | 1966  | 1971  | 1976  | 1981  |
| ----- | ----- | ----- | ----- | ----- | ----- | ----- | ----- |
| 2 571 | 2 793 | 3 067 | 3 207 | 2 561 | 2 378 | 2 119 | 2 084 |

| 1986  | 1991  | 1996  | 2001  | 2006  | 2011  | 2016  | 2021  |
| ----- | ----- | ----- | ----- | ----- | ----- | ----- | ----- |
| 2 024 | 1 822 | 1 838 | 1 848 | 1 952 | 1 906 | 1 837 | 1 834 |

## Administration municipale
Les élections municipales se font en bloc pour le maire et les six conseillers.
| Saint-Fabien Maires depuis 2005                                                                                      |                  |         |          |
| Élection | Maire            | Qualité | Résultat |
| 2005 | Jacques Carrier  |         | Voir     |
| 2009 | Marnie Perreault |         | Voir     |
| 2013 | Marnie Perreault | Voir    |          |
| 2017 | Jacques Carrier  |         | Voir     |
| 2021 | Mario Beauchesne |         | Voir     |
| Élection partielle en italique Depuis 2005, les élections sont simultanées dans toutes les municipalités québécoises |                  |         |          |

Durant la saison estivale, les nombreux chalets situés à Saint-Fabien-sur-Mer et autour des principaux lacs de la municipalité font augmenter la population de 700 à 900 personnes par rapport à la saison hivernale.

## Économie

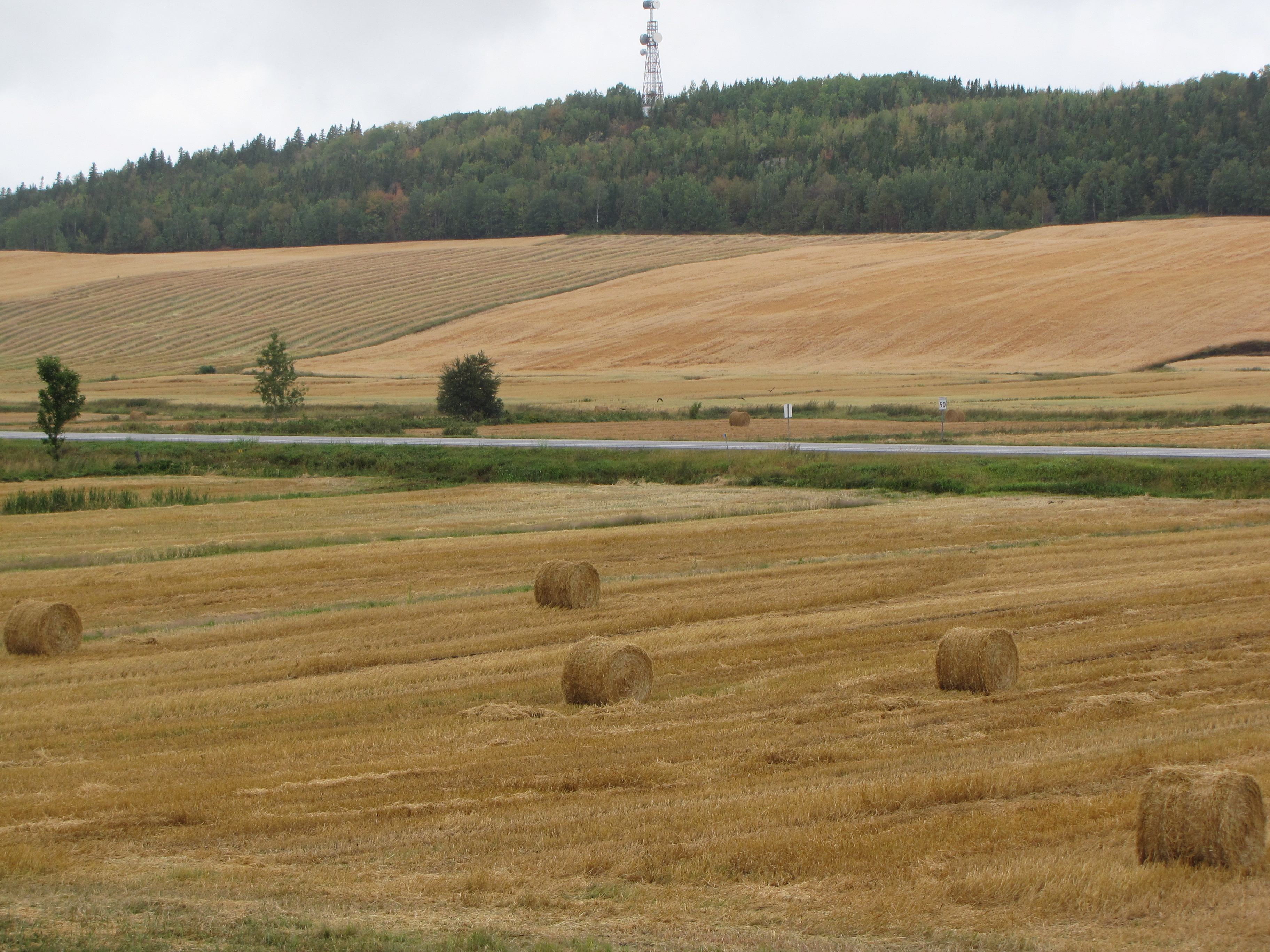
Champs agricoles à Saint-Fabien en août 2010.

L'agriculture est la principale activité économique de la municipalité. Près d'une quarantaine de fermes exploitent 4 400 hectares de sol. Plusieurs érablières sont exploitées dans les différents boisés de Saint-Fabien, le rang 4 demeurant une des zones les plus exploitées. L'industrie de la tourbe, autrefois prospère, occupe de nos jours une place beaucoup moins importante que lors de l'âge d'or des années 1960-1970. Elle fournit néanmoins de quelques emplois aux gens des environs.
La scierie Saint-Fabienest la plus grande entreprise de la municipalité. La scierie est spécialisée dans le sciage de composantes de palettes en tremble et en bouleau et emploie 25 personnes en 2013. Elle est située au 224, 2e rang Est.
La pêche à l'anguille et à l'oursin est aussi pratiquée sur le fleuve Saint-Laurent par un pêcheur artisan, « Les Caviars H.R. »

## Sport et loisirs

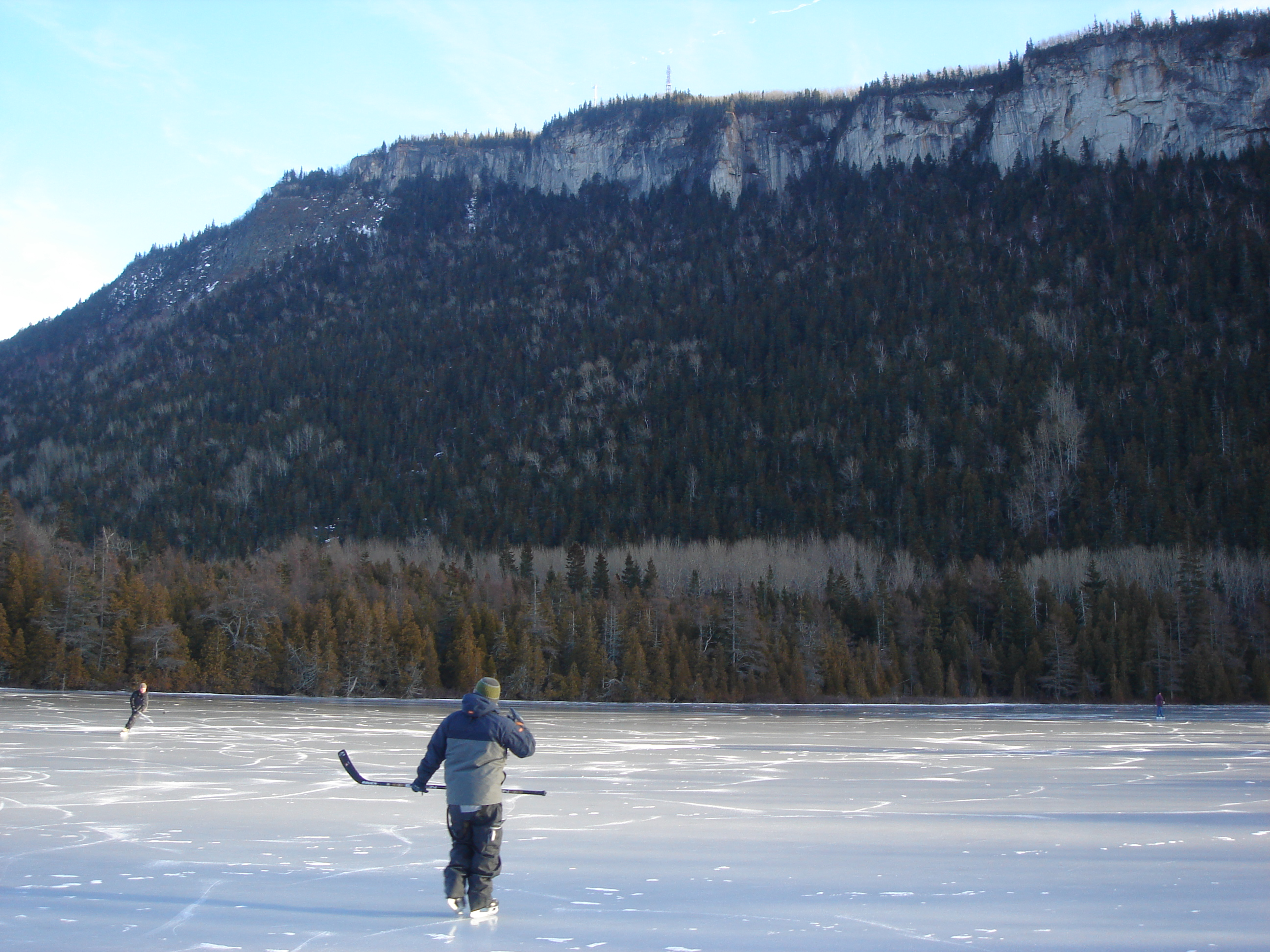
Le lac Carré en hiver.

Le sport a toujours occupé une place importante à Saint-Fabien. La municipalité dispose d'infrastructures sportives intéressantes. Durant la saison estivale, un terrain de balle-molle (« soft-ball ») permet aux gens des environs de se divertir et de profiter des longues journées d'été. Un terrain de soccer (football) aménagé permet aux jeunes de pratiquer cette activité en toute sécurité.
Bâti à la fin des années 1980, l'aréna de Saint-Fabien offre à la région une glace de première qualité de septembre à avril. Il est l'hôte de nombreuses activités durant la saison estivale. Cet aréna est utilisé pour le fameux « tournoi de Balle-Donnée sur glace de Saint-Fabien », qui a fêté son 24e anniversaire en 2010. Ce tournoi d'envergure provinciale réunit annuellement près de 45 équipes, que ce soit pour le plaisir ou la compétition. La plus importante ligue de hockey senior y tient tous ses matchs[réf. nécessaire].
Situé à l'extrémité ouest du village, un salon de quilles moderne, avec service de bar, est présent depuis une dizaine d'années. Un club de motoneigistes, le « Club la coulée », situé au 3e rang Ouest, offrait auparavant restauration, bar et divertissement, autant aux adeptes de la motoneiges qu'à l'ensemble de la population et aux visiteurs. Il est désormais fermé depuis la pandémie de COVID-19.

## Culture et patrimoine

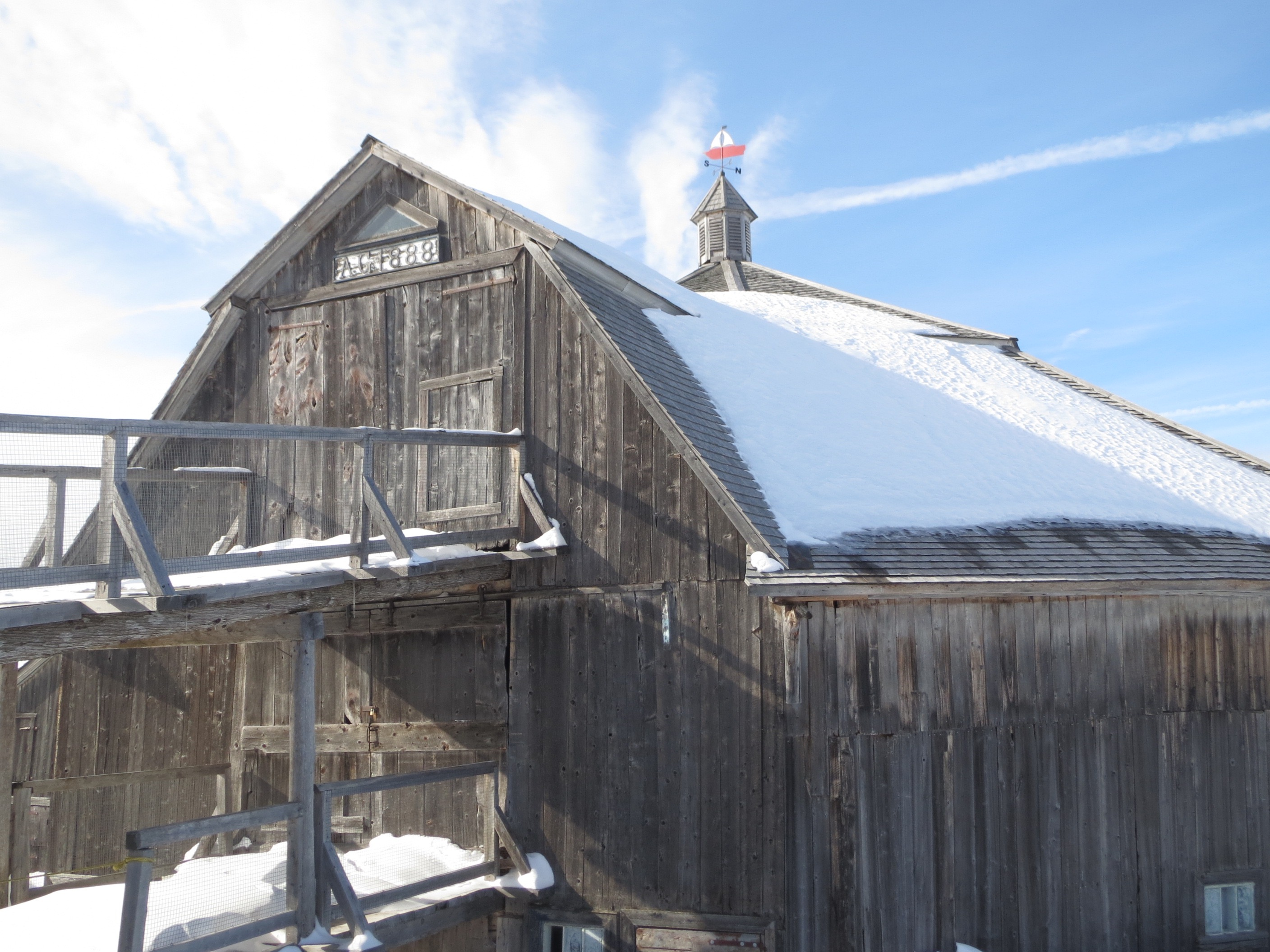
La grange octogonale Adolphe-Gagnon en février 2014.

Saint-Fabien abrite plusieurs maisons centenaires ainsi que la fameuse grange octogonale Adolphe-Gagnon construite en 1888, à partir de plans de l’américain Orson Squire Fowler. Il s'agit de la seule grange octogonale au Bas-Saint-Laurent.
Jean-Paul Riopelle a passé deux étés à Saint-Fabien, en 1944 et 1945, alors qu'il avait 20 et 21 ans. Il a, durant son passage, débuté la création d'oeuvres plus abstraites. Le Musée régional de Rimouski en a consacré une exposition durant l'été 2013.

### Vieux théâtre de Saint-Fabien

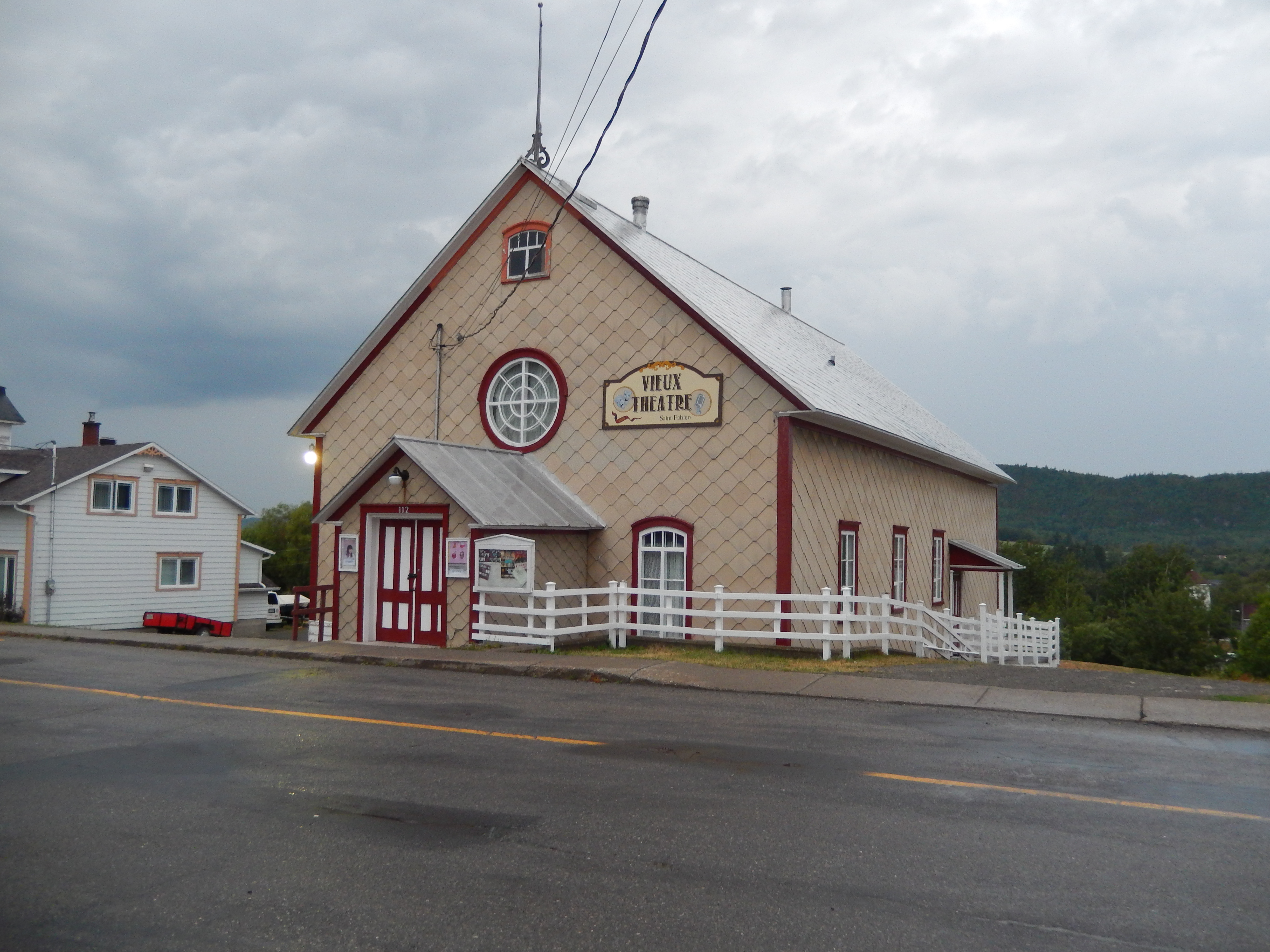
Vieux théâtre de Saint-Fabien en août 2017 (ancienne salle paroissiale).

Construit en 1929, à l'origine, ce bâtiment était la salle paroissiale de Saint-Fabien. Utilisé de façon sporadique depuis ce temps, les rénovations des années 1990 ont fait ressortir le meilleur de ce bâtiment. De nombreux artistes reconnus du milieu de la chanson québécoise y passent régulièrement, surtout dans le cadre de la tournée du ROSEQ. La réputation croissante de ce théâtre, autant du point de vue des artistes que du public, est due particulièrement à son niveau supérieur d'acoustique, qualifié d'exceptionnel. De plus, l'impression de proximité entre le public et la scène en fait un des sites culturels incontournables dans le Bas-Saint-Laurent. Une troupe de théâtre locale, « La Troupe du Roy Berthe » se forge d'année en année une réputation enviable et les pièces montées localement sont des plus appréciées.
Le bâtiment extérieur du Vieux Théâtre a été cité en 2008 par la municipalité de Saint-Fabien au titre d’immeuble patrimonial en vertu de la loi sur le patrimoine culturel,.
En juin 2021, le gouvernement du Québec a confirmé sa participation financière à un nouveau projet de rénovation dont le montant total, incluant le financement complémentaire attendu du gouvernement fédéral et de la municipalité, est estimé à environ 4 millions de dollars,.

## Personnalités

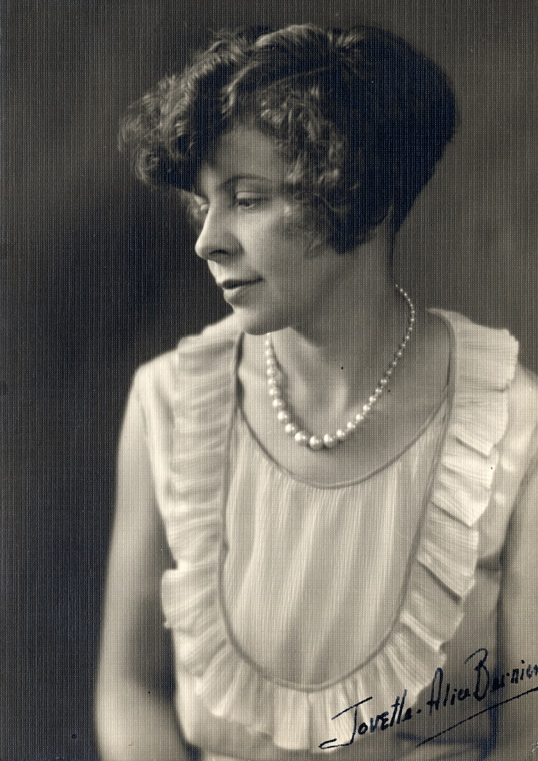
Jovette Bernier.

- Jovette Bernier[2]
- Josaphat Jean
- Raoul Roy (folkloriste)
- Guy Sanche

### Sportifs de haut niveau

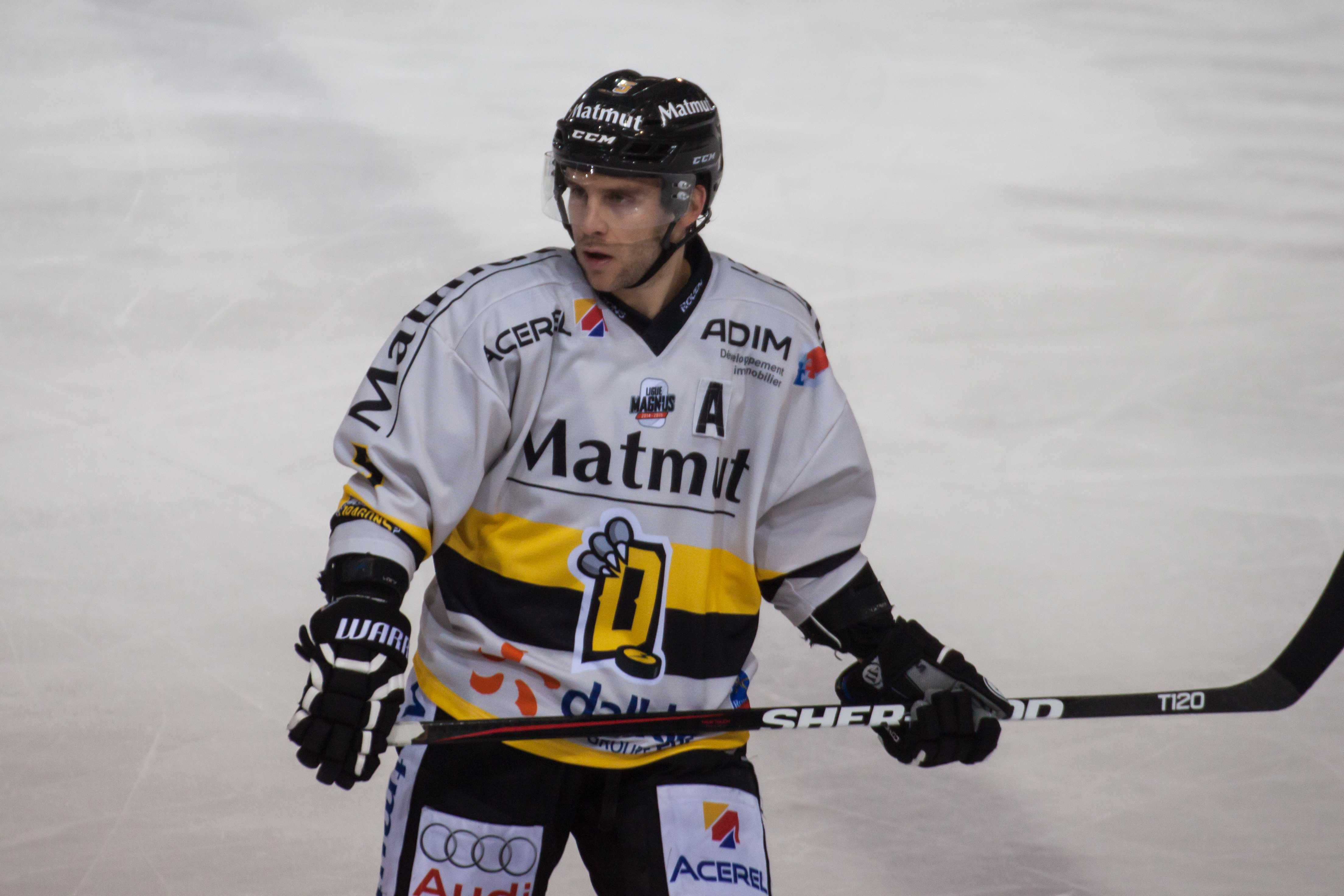
Patrick Coulombe.

Saint-Fabien compte plusieurs sportifs de haut niveau actifs actuellement. Ayant été propriété des Canucks de Vancouver de la LNH, Patrick Coulombe,, joue depuis plusieurs années en Europe, et présentement pour les Dragons de Rouen en France. Pierre-Luc Thériault s'illustre au niveau national et international en tennis de table (ping-pong). Aussi, un choix de première ronde du repêchage de 2007 de la LHJMQ et de 3e ronde par Détroit au repêchage de la LNH, Gleason Fournier, évolue pour les Devils de Cardiff, dans la EIHL,,,.

## Galerie et panorama

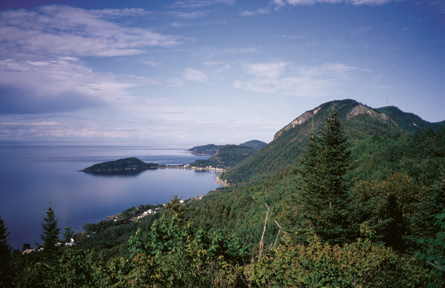
Paysage maritime à Saint-Fabien en juillet 2007.
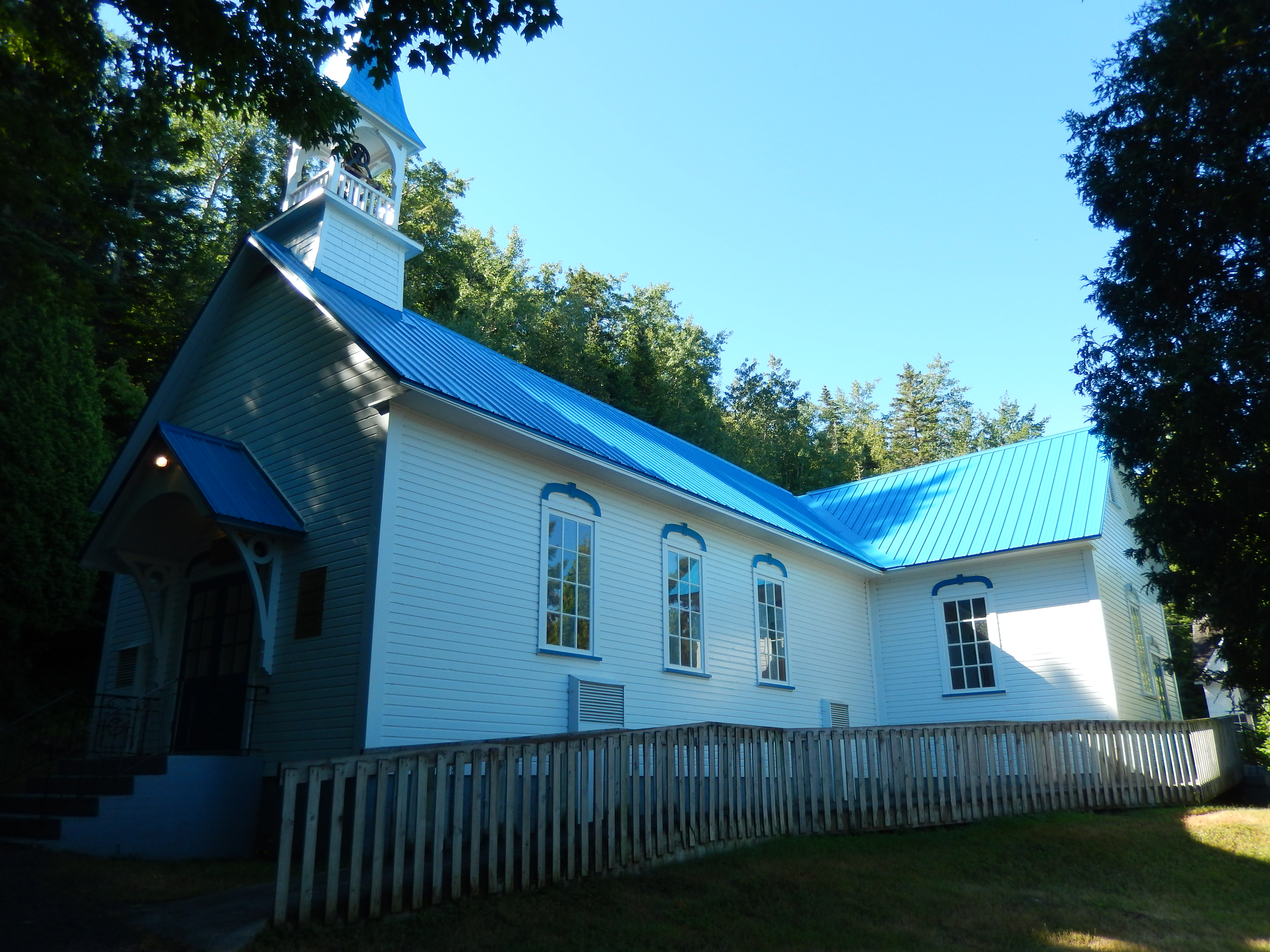
La chapelle Notre-Dame-des-Murailles à Saint-Fabien-sur-Mer en août 2017.

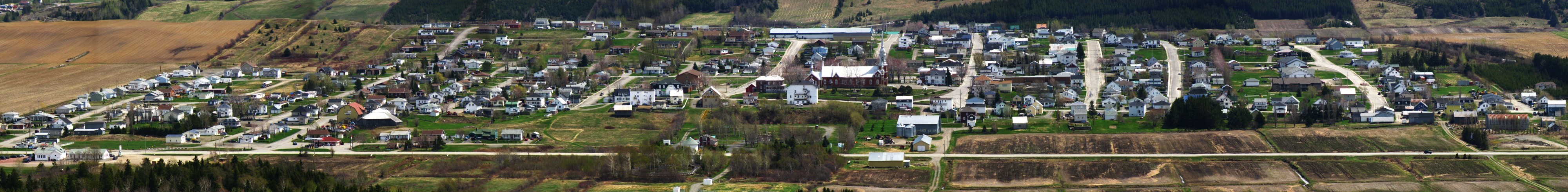
Village de Saint-Fabien.